# 木村悟
木村 悟（きむら さとる、1978年6月6日 ‐ ）は、北海道出身の俳優である。所属事務所はオープンロード。特技に空手。デビュー年は1980年、映画出演が初の出演作品となった。テレビドラマによる出演も多い。

## 出演

### テレビ

#### 日本テレビ
- 水曜ドラマ「OLにっぽん」（2008年）
- ギネ 産婦人科の女たち（2009年10月14日）

#### TBS
- TBSスペシャルドラマ「マラソン」（2007年9月20日）
- 日曜劇場「佐々木夫妻の仁義なき戦い」（2008年1月20日・3月23日）

#### テレビ朝日
- 土曜ワイド劇場「検事・朝日奈耀子7」（2009年3月7日）

#### テレビ東京
- テレビ東京正月スペシャル「ぼくだけの☆アイドル」（2007年1月1日）
- ドラマ24「コスプレ幽霊 紅蓮女」（2008年）

### 映画
- 1980（2003年12月6日、ケラリーノ・サンドロヴィッチ脚本、監督）
- おと・な・り（2009年）

### 舞台
- カメレオンズ・リップ（2004年、ケラリーノ・サンドロヴィッチ作・演出）
- 帰れない二人（2006年）
- 僕たちの好きだった革命（2007年、シアターアプル原案・企画）
- 赤坂RED/REVOLUTION第一弾「東京」（2008年）
- ドラえもん のび太とアニマル惑星（2008年）
- 僕たちの好きだった革命（2009年）
- アヴェ・マリターレ!（2009年、全労済ホールスペース・ゼロ）